# آلفرد کیروا یگو
آلفرد کیروا یگو (انگلیسی: Alfred Kirwa Yego؛ زادهٔ ۲۸ نوامبر ۱۹۸۶) دونده دو نیمه‌استقامت اهل کنیا است. وی در مسابقات کشوری و بین‌المللی در مجموع برندهٔ ۱ مدال طلا، ۲ مدال نقره، ۱ مدال برنز شده‌است.